# Open de Saint-Omer
Le Hauts-de-France Golf Open, anciennement l'« Open de Saint-Omer », est une compétition de golf qui se tient chaque année à Saint-Omer en France. En 2017, pour sa 21e édition l'Open change de nom et se nomme désormais le Hauts-de-France Golf Open. En effet, nouvelle région administrative créée par la réforme territoriale de 2014, la région Hauts-de-France devient le partenaire titre et majeur de cette 21e édition, avec une volonté d'apporter son soutien dans la démocratisation et le développement du golf.
Le Hauts-de-France Golf Open se déroule chaque année sur le parcours du Val de l’Aa Saint-Omer Golf Club (du nom du fleuve Aa, dans le Pas-de-Calais), golf appartenant au groupe Najeti Hôtels et Golfs. 

## Histoire
L'Open de Saint-Omer est créé en 1997 et inscrit au calendrier du PGA EuroPro Tour, l'un des circuits constituant la troisième division européenne, de sa création à 2000. À partir de l'édition 2001, le tournoi est inscrit au Challenge Tour, deuxième division européen. De 2003 à 2014, il est commun au challenge Tour et au Tour Européen PGA et est disputé la même semaine que l'US Open de golf.
Sélectionné par l'European Challenge Tour, le tournoi voit émerger les stars montantes du golf : « Le parcours est l’un des plus courts au calendrier mais certainement l’un des plus exigeant, avec le terrain vallonné et la météo changeante, les greens détrempés sont un vrai test pour tous les joueurs de golf. » selon George O'Grady, Directeur Exécutif de l'European Tour[réf. nécessaire].
Seul le franco-portugais José-Filipe Lima a remporté le tournoi à deux reprises, en 2004 et 2016, mais sous deux nationalités différentes. Le total des gains pour l'édition 2013 est de 500 000 €.
Depuis plusieurs années, le Hauts-de-France Golf Open s’engage pour la démocratisation du golf et l’ouverture à tous :
- Initiations gratuites pendant le tournoi ;
- Organisation d’une journée de découverte pour 300 jeunes de l’Audomarois ;
- Démonstration de l’équipe de « France Handigolf ».

En 2017, grâce à la persévérance et à l'imagination de Jean-Jacques Durand, président de l'« Aa Saint-Omer Golf Club », le Hauts-de-France Golf Open sera le théâtre d'une grande première Européenne. Manuel de Los Santos, originaire de République Dominicaine, sera le premier golfeur handicapé à disputer un tournoi du Challenge Tour, et ce, sans aucun aménagement spécifique, ni aucune forme d'aide sur le parcours.
Les éditions 2020 et 2021 sont annulées, en raison de la pandémie de Covid-19. Pour la première fois depuis la création en 1997, deux éditions sont annulées, de manière consécutive.
Depuis 2022 le tournoi a rejoint l'Alps Tour sous un format particulier puisqu'il accueille également un tournoi du LET Access Series en même temps.

## Palmarès
Depuis sa création, le tournoi est inclus dans plusieurs circuits :
- 1997 – 1999 : MasterCard Tour.
- 2003 – 2013 : Challenge Tour.
- 2000 - 2020 : Tour européen.
- depuis 2022 : Alps Tour

| Années | Vainqueur                                   | Dotation (€)                                |
| ------ | ------------------------------------------- | ------------------------------------------- |
| 1997   | Cédric Hoffstetter                          | 068 500                                     |
| 1998   | Shaun Webster                               | 068 500                                     |
| 1999   | Alaystair Forsyth                           | 068 500                                     |
| 2000   | Pascal Edmond                               | 152 450                                     |
| 2001   | Sébastien Delagrane                         | 152 450                                     |
| 2002   | Nicolas Vanhooteghem                        | 330 000                                     |
| 2003   | Brett Rumford                               | 400 000                                     |
| 2004   | Philippe Lima                               | 400 000                                     |
| 2005   | Joakim Backstrom                            | 400 000                                     |
| 2006   | Cesario Monasterio                          | 400 000                                     |
| 2007   | Carl Suneson                                | 500 000                                     |
| 2008   | David Dixon                                 | 600 000                                     |
| 2009   | Christian Nilsson                           | 600 000                                     |
| 2010   | Martin Wiegele                              | 600 000                                     |
| 2011   | Matthew Zions                               | 600 000                                     |
| 2012   | Darren Fichardt                             | 500 000                                     |
| 2013   | Simon Thornton                              | 500 000                                     |
| 2014   | Jordi García Pinto                          | 200 000                                     |
| 2015   | Sébastien Gros                              | 200 000                                     |
| 2016   | José-Filipe Lima                            | 200 000                                     |
| 2017   | Julien Guerrier                             | TBD                                         |
| 2018   | Stuart Manley                               | TBD                                         |
| 2019   | Robin Roussel                               | TBD                                         |
| 2020   | Annulé en raison de la pandémie de Covid-19 | Annulé en raison de la pandémie de Covid-19 |
| 2021   | Annulé en raison de la pandémie de Covid-19 | Annulé en raison de la pandémie de Covid-19 |
| 2022   | Gary Hurley                                 | 40 000                                      |
| 2023   | Ronan Mullarney                             | 40 000                                      |
| 2024   | Mario Galiano Aguilar                       | 40 000                                      |